# Клан Глас
Глас — один из кланов горной части Шотландии.
Название клана произошло от гэльского слова, в переводе означающего «серый». Фамилия Глас встречается во многих древних шотландских рукописях. Глассы из Аскога на Бьюте были одним из местных семейств баронов с XV века. Александр Гласс получил в 1506 году половину земель Лангилкалкрейх на Бьюте. Также известны Джон Гласс, который был мясником в Элгине в 1674 году, и преподобный Джон Гласс, министр Тилинг, основатель религиозной общины, известной как «гласситы» или «сандеманианы», которые выступали против существующей Церкви Шотландии.
Он полагал, что наличие отдельных государственных церквей было неуважительно к религии, и писал листовки, которые были расценены как противоречивые.
Другой Джон Глас, несмотря на то, что обучался изучению медицины, был капитаном торгового судна, которое торговало с Южной Америкой. Пытаясь сформировать колонию на африканском побережье, Глас был арестован испанскими властями, но британское правительство успешно договорилось о его освобождении, и он вернулся в Великобританию в 1765 году. Недалеко от ирландского побережья команда Гласа взбунтовалась, и он был убит вместе со своей женой, а его дочь была выброшена за борт. Мятежники признались в своих действиях и были казнены в октябре того же года.